# Surface (groupe japonais)
 (septembre 2023).
Si vous disposez d'ouvrages ou d'articles de référence ou si vous connaissez des sites web de qualité traitant du thème abordé ici, merci de compléter l'article en donnant les références utiles à sa vérifiabilité et en les liant à la section « Notes et références ».
Pour les articles homonymes, voir Surface.
Surface est un groupe de musique japonais formé en 1993, et composé de deux membres.

## Membres
Ce groupe est composé de :
- Yoshiharu Shina (chanteur)
- Nagatani Takao (guitariste)

## Chansons/Titres
Surface sera surtout connu grâce à son titre « Yume No Tsuduki He » qui servira d'Ending no 3 pour la série D.gray-man. Et grâce à « Sunao Na Niji », Theme Ending no 5 de Naruto Shippûden, et aussi grâce à l'opening no 1 de Mamotte Shugogetten.